# Platyarthrus corsicus
Platyarthrus corsicus là một loài chân đều trong họ Platyarthridae. Loài này được Taiti & Ferrara miêu tả khoa học năm 1996.